# Emulsin
Emulsin är ett enzym som finns i mandlar, persiko-, aprikos-, körsbärs- och plommonkärnor och är för övrigt ganska allmänt förekommande inom växtriket. Det har särskilt stor betydelse på grund av sin inverkan på den i bland annat bittermandel förekommande glykosiden amygdalin, där den i närvaro av vatten spaltar denna under bildande av cyanväte, bittermandelolja och socker.
Emulsinet har även egenskapen att kunna hålla oljor uppslammade i vatten i form av en fin emulsion.